# Rio Verde (vattendrag i Brasilien, lat -13,98, long -60,40)
Rio Verde är en flod  i Brasilien, på gränsen till Bolivia belägen i den centrala delen av landet, 1 400 km väster om huvudstaden Brasília. Den rinner upp i Mata Grosso och mynnar ut i Guaporefloden.
I omgivningen kring Rio Verde växer i huvudsak städsegrön lövskog och området är nästan obefolkat, med mindre än två invånare per kvadratkilometer.